# Węgle kopalne

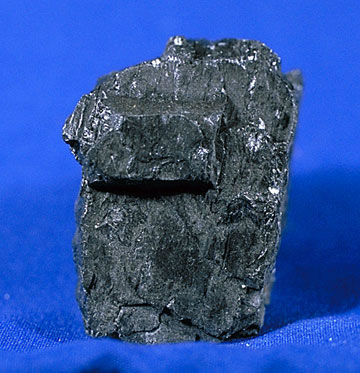
Węgiel kamienny

Przykładowa struktura chemiczna węgla kamiennego

Węgle kopalne – skały osadowe powstałe w wyniku gromadzenia się i późniejszego przeobrażenia szczątków roślinnych. Złożone są z szeregu związków organicznych oraz mineralnych składników nieorganicznych i wody. Zawierają pierwiastki: węgiel, tlen, wodór, azot i siarkę. Mogą w nich występować także pewne ilości pierwiastków rzadkich, np. arsen, uran czy german.
Elementarny składnik węgla kopalnego to macerał. Powstaje on w wyniku uwęglenia materiału roślinnego. Przykłady macerałów to: kutynit, sporynit, telinit, witryn. Rodzaj macerału ma istotny wpływ na własności węgla.

Odkrywkowa kopalnia węgla w Garzweiler, Niemcy. Panorama w wysokiej rozdzielczości.

## Gatunki węgla kopalnego
Wyróżnia się kilka gatunków węgli kopalnych, w zależności od zawartości węgla jako pierwiastka: 
- torf (<60%)
- węgiel brunatny (60−75%)
- węgiel kamienny (75−90%)
- antracyt (90−97%)
- szungit (97−99%)

### Odmiany petrograficzne
Węgiel kamienny może zawierać różne składniki (litotypy, czyli odmiany petrograficzne):
- fuzyn: węgiel włóknisty o barwie ciemnoszarej lub czarnej – występuje w postaci cienkich pasemek czasem soczewek; brudzi palce. Głównym jego składnikiem (mikrolitotypem) jest fuzyt.
- duryn: węgiel matowy – odznacza się dużą twardością. Głównym jego składnikiem jest duryt.
- witryn: węgiel błyszczący. Głównym jego składnikiem jest witryt.
- klaryn: węgiel półbłyszczący. Głównym jego składnikiem jest klaryt.

## Podział węgla ze względu na pochodzenie
Węgle kopalne dzieli się na 3 grupy, w zależności od rodzaju materii roślinnej, z której powstały:
- węgle humusowe (humulity), utworzone ze szczątków flory lądowej, są one najbardziej rozpowszechnione i najważniejsze pod względem gospodarczym,
- węgle sapropelowe (sapropelity), utworzone ze szczątków flory wodnej, występują w znacznie mniejszej ilości niż węgle humusowe, zazwyczaj jako cienkie ławice lub soczewki w ich obrębie,
- węgle liptobiolitowe (liptobiolity), powstają z nagromadzenia żywiczno-woskowych składników roślin.

## Przeróbka węgla
- Zgazowanie → Gaz generatorowy
  - wodny
  - powietrzno-wodny
  - powietrzny
- Odgazowanie (gazownictwo, koksownictwo, wytlewanie)
  - Gaz węglowy
  - Benzol
  - Siarczan amonu
  - Smoła
  - Koks
- Uwodornianie
  - Benzyna
  - Oleje
    - Diesla
    - opałowe
    - smarne